# Bullella
Bullella, en ocasiones erróneamente denominado Bullelta, es un género de foraminífero bentónico considerado homónimo posterior de Bullella Simpson, 1900, y sinónimo posterior de Cribrosphaeroides de la subfamilia Parathurammininae, de la familia Parathuramminidae, de la superfamilia Parathuramminoidea, del suborden Fusulinina y del orden Fusulinida. Su especie tipo era Bisphaera (Bullella) uchalensis. Su rango cronoestratigráfico abarcaba el Devónico.

## Discusión
Algunas clasificaciones más recientes incluirían Bullella en el suborden Parathuramminina, del orden Parathuramminida, de la subclase Afusulinina y de la clase Fusulinata.

## Clasificación
Bullella incluía a la siguiente especie:
- Bullella uchalensis †